# Municipio de Richmond (Dakota del Norte)
El municipio de Richmond (en inglés: Richmond Township) es un municipio ubicado en el condado de Burleigh en el estado estadounidense de Dakota del Norte. En el año 2010 tenía una población de 33 habitantes y una densidad poblacional de 0,35 personas por km².

## Geografía
El municipio de Richmond se encuentra ubicado en las coordenadas 47°11′29″N 100°18′40″O / 47.19139, -100.31111. Según la Oficina del Censo de los Estados Unidos, el municipio tiene una superficie total de 93.47 km², de la cual 90,64 km² corresponden a tierra firme y (3,02 %) 2,83 km² es agua.

## Demografía
Según el censo de 2010, había 33 personas residiendo en el municipio de Richmond. La densidad de población era de 0,35 hab./km². De los 33 habitantes, el municipio de Richmond estaba compuesto por el 100 % blancos. Del total de la población el 0 % eran hispanos o latinos de cualquier raza.